# Sara Fulp-Allen
Sara Fulp-Allen (* 22. Juli 1985 in Redwood City, Kalifornien) ist eine US-amerikanische Ringerin. Sie war panamerikanische Meisterin 2004 in der Gewichtsklasse bis 48 kg Körpergewicht (KG).

## Werdegang
Sara Fulp-Allen stammt aus einer Ringerfamilie. Ihr Vater Lee Allen war für die Vereinigten Staaten im Jahre 1960 in Rom Olympiateilnehmer und die jüngere Schwester Cathrine ringt ebenfalls. Sie begann im Jahre 1995 an einer High-School in ihrem damaligen Wohnort El Granada mit dem Ringen. Während des Besuchs des Menlo Colleges war sie eine sehr erfolgreiche Ringerin des WCWA (Womens College Wrestling Association). Damals war ihr Vater auch ihr Trainer. Sie war zweimal Meisterin von Amerika des WCWA-Verbandes und in diesen Jahren auch „Ringerin des Jahres“ der WCAW.
Inzwischen wohnt sie in Colorado Springs und trainiert am Olympia-Trainings-Center des US-amerikanischen Ringerverbandes bei Trainer Terry Steiner. Sie gehört außerdem dem New York Athletic Club an.
Bislang hat sich Sara Fulp-Allen in den Vereinigten Staaten in ihrer Gewichtsklasse (bis 48 kg KG) noch nicht voll durchsetzen können, da sie in Patricia Miranda, Clarissa Chun und Stefanie Murata sehr starke Gegnerinnen hatte bzw. hat. Sie ist aber sehr ehrgeizig und hofft, bis zu den Olympischen Spielen 2012 ganz an die Spitze zu kommen.
Sara Fulp-Allen hat, obwohl sie weder bei Weltmeisterschaften noch bei Olympischen Spielen zum Einsatz kam, auch auf der internationalen Ringermatte schon bei einigen wichtigen Meisterschaften und unzähligen international hochrangig besetzten Turnieren „ihren Mann“ gestanden und einige Erfolge verbucht.
2004 wurde sie in Guatemala-Stadt panamerikanische Meisterin in der Klasse bis 48 kg Körpergewicht und im Jahre 2005 belegte sie bei der Junioren-Weltmeisterschaft in Vilnius hinter Larissa Oorzak aus Russland den 2. Platz. Im gleichen Jahr kam sie bei der Universitäten-Weltmeisterschaft in Izmir hinter Carol Huynh aus Kanada und Yuuri Funatsu aus Japan auf den 3. Platz.
Im Jahre 2007 kam sie bei den panamerikanischen Meisterschaften in San Salvador in der Klasse bis 48 kg KG hinter Mayelis Caripá aus Venezuela und Lindsay Rushton aus Kanada auf den 3. Platz. Im Jahre 2008 belegte sie schließlich bei der Universitäten-Weltmeisterschaft in Thessaloniki hinter Nami Uchida aus Japan, aber vor Alana King aus Kanada und Anna Lukasiak aus Polen den 2. Platz.

## Internationale Erfolge
| Jahr | Platz | Wettbewerb                                                | Gewichtsklasse | Ergebnisse |
| 2001 | 4.    | Klippan-Ladies Open                                       | bis 46 kg      | |
| 2004 | 4.    | Clansman Open in Burnaby                                  | bis 48 kg      | hinter Carol Huynh, Angela Mott und Vanessa Brown, alle Kanada                                                 |
| 2004 | 5.    | „Dave-Schultz“-Memorial International in Colorado Springs | bis 48 kg      | hinter Patricia Miranda, USA, Brigitte Wagner, Deutschland, Lindsay Belisle, Kanada, und Clarissa Chun, USA    |
| 2004 | 1.    | Panamerikanische Meisterschaft in Guatemala-Stadt         | bis 48 kg      | vor Jenny Caripa Castillo, Venezuela, und Karla Yesenia Arguela, El Salvador                                   |
| 2004 | 3.    | Manitoba-Open                                             | bis 48 kg      | hinter Patricia Miranda und Katie Kunimoto, Japan                                                              |
| 2005 | 3.    | „Gilbert-Schaub“-Turnier in Tourcoing                     | bis 48 kg      | hinter Iwona Sadowska und Kararzyna Salewska, beide Polen                                                      |
| 2005 | 3.    | Sunkist-Kids-Open in Phoenix (Arizona)                    | bis 48 kg      | hinter Clarissa Chun und Alana King                                                                            |
| 2005 | 2.    | „Dave-Schultz“-Memorial International in Colorado Springs | bis 48 kg      | hinter Carol Huynh, vor Sadie Kaneda, USA, und Miya Shumei, Indien                                             |
| 2005 | 2.    | Juniorinnen-WM in Vilnius                                 | bis 48 kg      | hinter Lorissa Oorschak, Russland, vor Marina Markewitcch, Belarus, und Ljudmila Baluschka, Ukraine            |
| 2005 | 3.    | Universitäten-WM in Izmir                                 | bis 48 kg      | hinter Carol Huynh und Yuuri Funatsu, Japan, gemeinsam mit Oleksandra Kohut, Ukraine                           |
| 2006 | 2.    | Sunkist-Kids-Open in Phoenix (Arizona)                    | bis 48 kg      | hinter Clarissa Chun, vor Liza Short, beide USA                                                                |
| 2006 | 3.    | Clansmen-Open in Burnaby                                  | bis 48 kg      | |
| 2006 | 8.    | Universitäten-WM in Ulaanbaatar                           | bis 48 kg      | Siegerin: Juragiin Gandolgor, Mongolei vor Yuna Sakae, Japan                                                   |
| 2007 | 2.    | Sunkist-Kids-Open in Tempe (Arizona)                      | bis 48 kg      | hinter Clarissa Chun, vor Lindsay Rushton, Kanada                                                              |
| 2007 | 3.    | Panamerikanische Meisterschaft in San Salvador            | bis 48 kg      | hinter Mayelis Caripá, Venezuela, und Lindsay Rushton                                                          |
| 2007 | 3.    | New-York-City-Athletic-Club-Open                          | bis 48 kg      | hinter Carol Huynh und Clarissa Chun, vor Lindsay Rushton                                                      |
| 2008 | 2.    | Klippan-Ladies-Open                                       | bis 48 kg      | hinter Sofia Mattsson, Schweden, vor Alexandra Engelhardt, Deutschland, und Samira Rachmanowa, Russland        |
| 2008 | 1.    | „Dave-Schultz“-Memorial International in Colorado Springs | bis 48 kg      | vor Clarissa Chun, Stefanie Murata und Alyssa Lampe, alle USA                                                  |
| 2008 | 2.    | Universitäten-WM in Thessaloniki                          | bis 48 kg      | hinter Nami Ichida, Japan, und vor Alana King und Anna Lukasiak, Polen                                         |
| 2009 | 4.    | „Dave-Schultz“-Memorial in Colorado Springs               | bis 48 kg      | hinter Carol Huynh, Alyssa Lampe und Alana King                                                                |
| 2009 | 3.    | Klippan-Ladies-Open                                       | bis 48 kg      | hinter Iwona Matkowska, Polen, und Lilja Kaskarowa, Russland                                                   |
| 2009 | 5.    | Turnier in Kiew                                           | bis 48 kg      | hinter Mariya Stadnik, Aserbaidschan, Carol Huynh, Ljudmila Baluschka, Ukraine, und Ljubow Salnikowa, Russland |

## Nationale Erfolge
- 2002, 1. Platz, US-amerik. Junioren-Meisterschaft, bis 46 kg KG
- 2002, 5. Platz, USA-Meistersch., bis 48 kg KG
- 2004, 1. Platz, US-amerik. Junioren-Meisterschaft, bis 48 kg KG
- 2004, 4. Platz, USA-Meistersch., bis 48 kg KG, hinter Patricia Miranda, Clarissa Chun und Mary Kelly
- 2004, 3. Platz, US-amerik. Olympiaausscheidung, bis 48 kg KG
- 2005, 1. Platz, USA-Meistersch., bis 48 kg KG
- 2006, 4. Platz, USA-Meistersch., bis 48 kg KG
- 2007, 1. Platz, US-amerik. Studentenmeisterschaft, bis 48 kg KG
- 2007, 3. Platz, USA-Meistersch., bis 48 kg KG
- 2008, 1. Platz, US-amerik. Studentenmeisterschaft, bis 48 kg KG, vor Alyssa Lampe
- 2008, 3. Platz, USA-Meistersch., bis 48 kg kG, hinter Patricia Miranda und Stefanie Murata
- 2008, 3. Platz, US-amerik. Olympiaausscheidung, bis 48 kg KG, hinter Clarissa Chun und Patricia Miranda